# Parroquia Pedro José Ovalles
La Parroquia urbana Pedro José Ovalles es una división-político administrativa venezolana, se encuentra ubicada en el Municipio Girardot, Estado Aragua, Venezuela, posee una población aproximada de 68 mil habitantes, y un territorio de 13 km². La parroquia es la extensión más sur del municipio e incluye el extremo sur de la transitada e histórica Avenida Fuerzas Aéreas.
La parroquia comprende algunas de las comunidades más importantes de la ciudad, incluyendo los barrios de: San Rafael, José Gregorio Hernández, San Carlos, Buenos Aires, San Pedro Alejandrino, Río Blanco I y II, Los Cocos, San Luis, José Casanova Godoy y Rómulo Gallegos. A su vez, comprende grandes urbanizaciones de clase media y media alta, construidas en el proyecto denominado "La Nueva Maracay", formada por las urbanizaciones: Los Samanes, San Carlos, Palma Real, La Esmeralda, Mata Redonda, La Mulera, Araguama Country y La Punta (actualmente indemnizada por la crecida del nivel del Lago de Valencia). La parroquia también alberga grandes empresas e industrias en la Zona Industrial Piñonal.